# Silnik liniowy

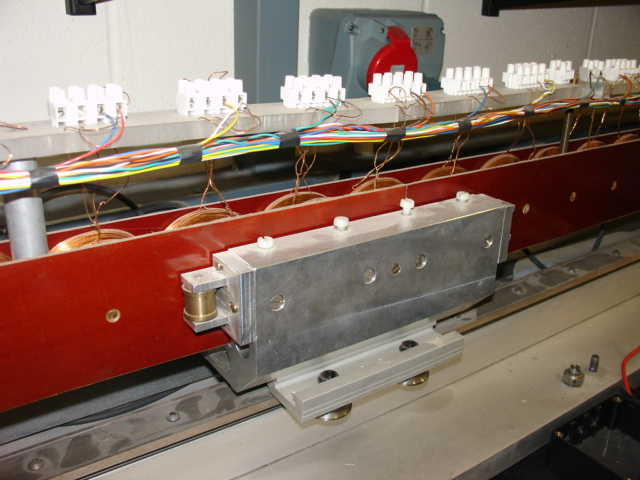
Prototyp silnika liniowego

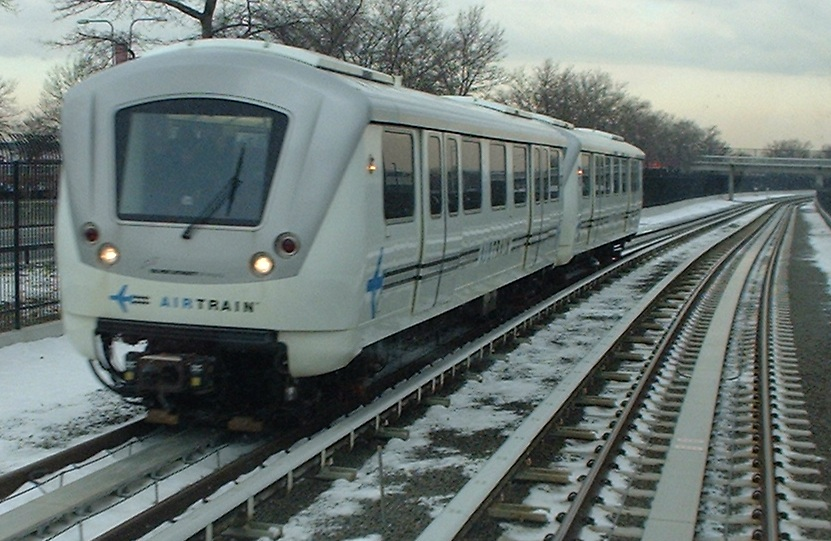
Nowy Jork – kolej AirTrain JFK. Element silnika liniowego znajduje się w osi toru. Zasilanie pociągów z trzeciej szyny.

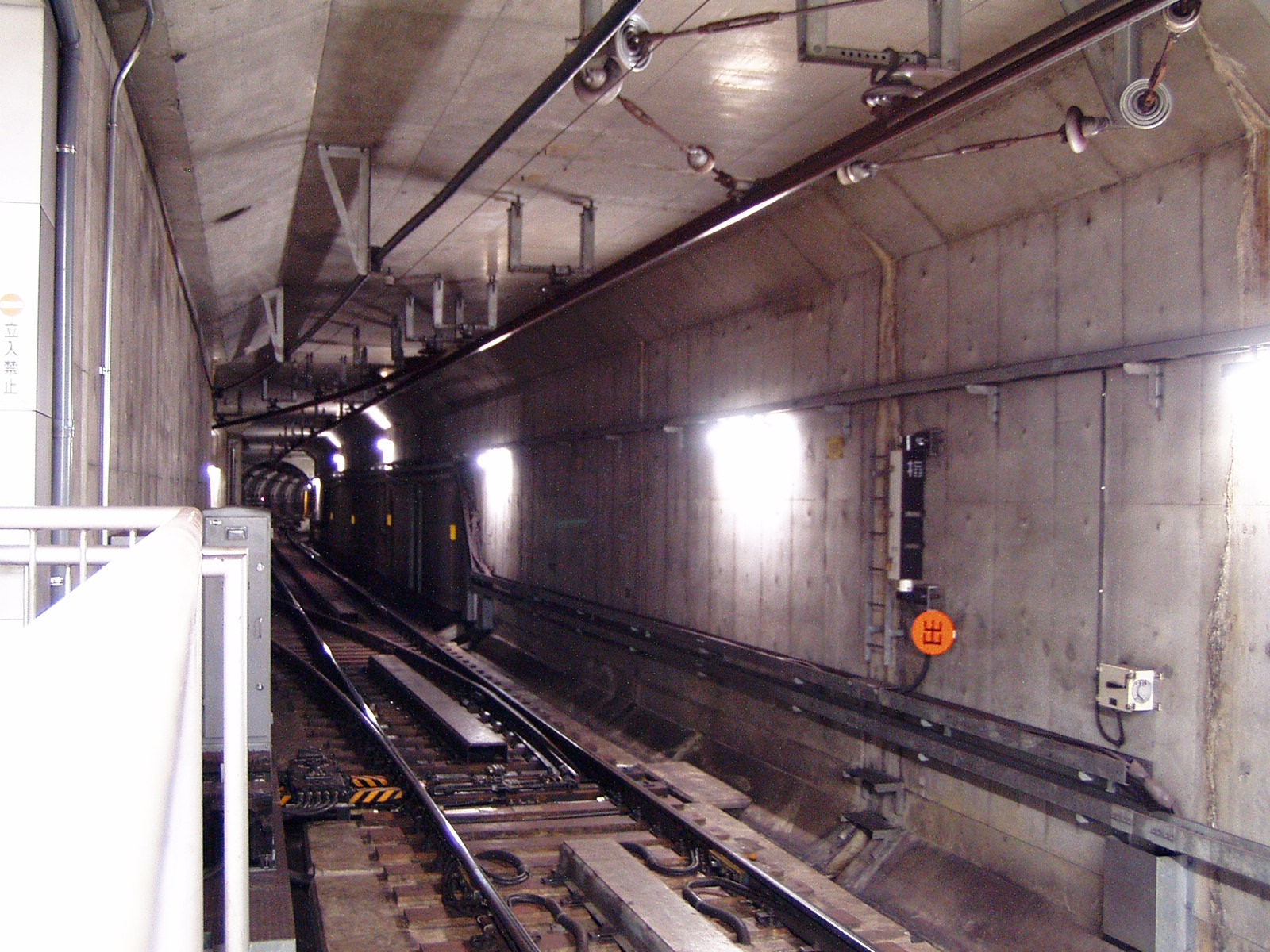
Tokio – rozjazd na linii Ō-Edo metra Toei. Kolej z silnikiem liniowym. Widoczne zasilanie górne ze sztywnych przewodników.

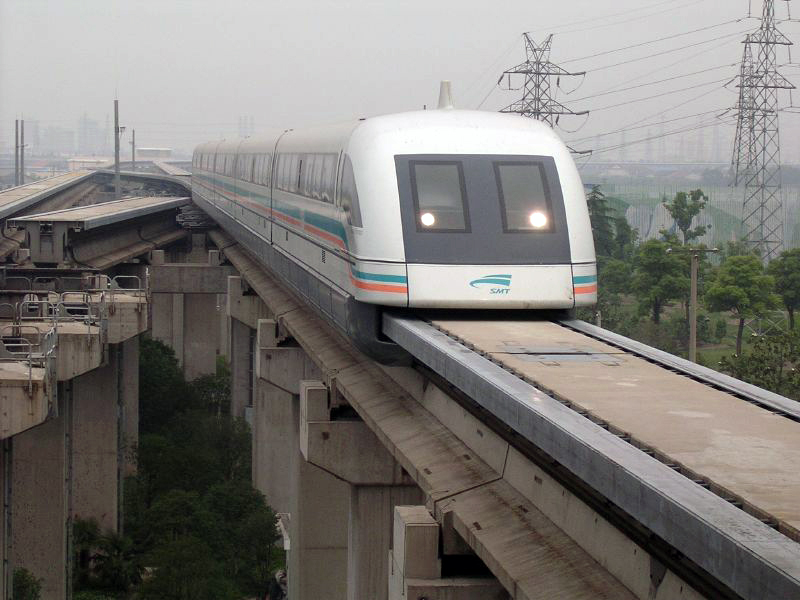
Szanghaj – kolej Transrapid z wykorzystaniem lewitacji. Elementy silnika liniowego znajdują się na obu skrajach toru.

Silnik liniowy – silnik elektryczny generujący ruch postępowy bez użycia przekładni transformujących ruch obrotowy na postępowy. Działa na zasadzie podobnej do silnika obrotowego, w którym stojan i rotor zostały rozwinięte do postaci liniowej i odpowiednio przedłużone lub skrócone w celu uzyskania odpowiedniego zakresu ruchu. Idea maszyny powstała z przekształcenia silnika indukcyjnego wirującego przez przecięcie stojana i wirnika wzdłuż powierzchni bocznej walca i rozwinięcie ich na płaszczyźnie.

## Podział silników liniowych
Silniki liniowe dzielą się na:
- prądu stałego,
- indukcyjne,
- synchroniczne, reluktancyjne i krokowe,
- elektromagnetyczne,
- o ruchu drgającym.

## Rodzaje
Wyróżnia się kilka rodzajów silników liniowych:
- jednostronny – część pierwotna oddziałuje na część wtórną tylko z jednej strony,
- dwustronny – dwie części pierwotne oddziałują na część wtórną z obu jej stron,
- pojedynczy – o jednej części pierwotnej,
- podwójny – dwie lub więcej części pierwotnych oddziałują na jedną część wtórną,
- tubowy – powierzchnia aktywna cylindryczna,
- płaski – powierzchnie aktywne są płaskie w kształcie prostokąta,
- pompa liniowa indukcyjna – częścią wtórną jest metal ciekły nieferromagnetyczny.

## Budowa
Silniki elektryczne liniowe są zwykle budowane jako silniki indukcyjne, aczkolwiek istnieje możliwość budowy maszyn liniowych prądu stałego i prądu przemiennego synchronicznych (ich wada to konieczność zasilenia części pierwotnej i wtórnej). Najczęściej spotykanym typem jest indukcyjny silnik trójfazowy, w którym pole jest wytwarzane w części pierwotnej (wzbudniku), a część wtórna z płaską klatką do przepływu prądów wirowych (bieżnik) jest zasilana na zasadzie indukcyjnej.
W silniku wirującym wyróżnia się stojan oraz wirnik, natomiast w silniku liniowym można odróżnić:
- część pierwotną (zasilaną) nazywaną induktorem,
- część wtórną, w której indukują się prądy wywołane strumieniem magnetycznym wzbudzającym w części pierwotnej (zwana również bieżnikiem).

Induktor jest zbudowany w formie pakietu blach z uzwojeniem trójfazowym.
Bieżnik stanowi ferromagnetyczna warstwa przewodząca (np. szyna aluminiowa), która spełnia rolę klatki.

### Silnik liniowy płaski
Budowa najczęściej wykorzystywanych typów silników liniowych, np. silnik liniowy płaski, najczęściej są to silniki z jednostronnym lub dwustronnym induktorem. Rdzeń magnetyczny induktora jest wykonany z blach elektrotechnicznych, element przewodzący prąd w części wtórnej może być wykonany z blach aluminiowej, miedzianej albo tkaniny, której osnowa (w kierunku zgodnym z prędkością) stanowią mocne nitki nośna, a wątek (kierunek prostopadły do prędkości) stanowi linka miedziana. Rdzeń magnetyczny części wtórnej może być wykonany z płyty żelaznej.

### Silnik liniowy tubowy
Składa się z dwóch części: slidera oraz statora. Slider jest skonstruowany z magnesów neodymowych, natomiast stator składa się z uzwojenia silnika, czujnika odczytu pozycji, łożyska slidera oraz obwodów mikroprocesorów monitorujących silnik.
Silnik liniowy tubowy powstaje, przez rozwinięcie rdzenia stojana i wirnika do powierzchni płaskich, a potem zwinięcie wokół osi przechodzących wzdłuż tych rdzeni. W takim silniku część pierwotną i część wtórną stanowią cylindry ustawione względem siebie współosiowo. Część wtórna jest umieszczona wewnątrz części pierwotnej silnika. Wytworzone w części pierwotnej pole magnetyczne porusza się w kierunku osiowym, pociągając za sobą nieuzwojoną, ferromagnetyczną część wtórną.

### Silnik liniowy dwufazowy
W silnikach tych część ruchomą stanowi induktor złożony z dwóch współpracujących części, pomiędzy którymi znajduje się aluminiowy bieżnik. Cewki o numerach nieparzystych są połączone szeregowo, zasilane napięciem {\displaystyle (u1)} o stałej amplitudzie {\displaystyle (U1).} Cewki o numerach parzystych, też są połączone szeregowo, zasilane napięciem {\displaystyle (u2)} o amplitudzie {\displaystyle (U2)} przesuniętym w fazie o 90°. Otrzymane pole magnetyczne przesuwa się względem induktora z prędkością synchroniczną. Prędkość liniowa nie zależy od ilości par biegunów
Małe silniki są wykonywane z induktorem jednoczęściowym. Bieżnia w nich musi mieć podłoże magnetyczne, po przeciwnej stronie niż induktor oraz szczególnie staranne powinno być łożyskowanie – ze względu na duże siły przyciągania do bieżni.
W silnikach bardzo małej mocy część rozruchową stanowią induktory o wielu kolumnach i induktorach wytwarzających pole, w których przesuwa się aluminiowa lub miedziana płytka.

## Zasada działania
Prąd płynący w uzwojeniach części pierwotnej wytwarza pole magnetyczne wędrujące (gdy umieści się uzwojenie na obwodzie rdzenia, otrzymane zostanie pole magnetyczne wirujące), które oddziałuje z prądem płynącym w części wtórnej, w ten sposób wytwarza się siłę ciągu przyśpieszającą jedną z części maszyny. Częścią ruchomą mogą być zarówno induktor, jak i bieżnik.
W ruchu postępowym siła jest odpowiednikiem momentu obrotowego w ruchu obrotowym. Dlatego zamiast momentu elektromagnetycznego określa się wyrażenie na siłę elektromagnetyczną:
{\displaystyle F_{e}={\frac {\partial E_{e}}{\partial x}}} lub {\displaystyle F_{e}={\frac {P_{e}}{\ v_{1}}},}
gdzie:
{\displaystyle E_{e}} – energia elektromagnetyczna [J/m³],
{\displaystyle x} – zmienna liniowa (zmienna odległość od pewnego punktu stojana),
{\displaystyle P_{e}} – moc elektromagnetyczna przeniesiona przez strumień magnetyczny z części pierwotnej do wtórnej [W],
{\displaystyle v_{1}} – prędkość synchroniczna pierwszej harmonicznej indukcji.
Wzór uwzględniający moc elektromagnetyczną jest mniej dokładny, ponieważ trudno jest określić rezystancję wewnętrzną obwodu wtórnego.
Prędkość liniowa dla fali indukcji wznieconej przez prąd trójfazowy płynący przez trójfazowe uzwojenie, opisana również jako prędkość synchroniczna wynosi:
{\displaystyle v=2\cdot f\cdot Tp,}
gdzie:
{\displaystyle v} – prędkość liniowa [cm · s−1],
{\displaystyle Tp} – długość podziałki biegunowej silnika [cm],
{\displaystyle f} – częstotliwość napięcia zasilającego [Hz].
Zjawisko poślizgu występuje i jest opisane w tym artykule.
Prędkość silnika liniowego w dużym stopniu zależy od siły obciążenia i różni się od prędkości synchronicznej o wartość poślizgu:
{\displaystyle v=v_{0}(1-s),}
gdzie:
{\displaystyle v} – prędkość silnika liniowego,
{\displaystyle v_{o}} – prędkość synchroniczna silnika liniowego,
{\displaystyle s} – poślizg.
Długość podziałki biegunowej silnika:
{\displaystyle Tp={\frac {\Pi \cdot D}{\ 2\cdot p}},}
{\displaystyle D} – średnica maszyny [m],
{\displaystyle p} – liczba par biegunów.
Dzięki podanej wyżej zależności można zauważyć, że zmiana podziałki biegunowej, jak i prędkości synchronicznej przy {\displaystyle D=\mathrm {const} .} jest tylko możliwa poprzez zmianę liczby biegunów. Gdy wykona się trójfazowe uzwojenie na płaskim rdzeniu, otrzymane zostaną wtedy pole magnetyczne wędrujące i silnik liniowy płaski. Prędkość synchroniczna liniowa pierwszej harmonicznej tego pola o długości fali {\displaystyle \lambda =2\cdot Tp} równa się {\displaystyle v=2\cdot f\cdot Tp} i nie zależy już od liczby biegunów, tylko od długości podziałki biegunowej {\displaystyle (Tp)} i częstotliwości napięcia zasilania {\displaystyle f.}

## Równania ruchu
Przyjmując konwencję, że moc mechaniczna (oddana) jest dodatnia, bilans sił silnika liniowego, dla osi x, ma następującą postać:
{\displaystyle f_{e}=f_{h}+f_{d}+f_{m},}
gdzie:
{\displaystyle f_{e}} – siła elektromagnetyczna,
{\displaystyle f_{h}} – siła hamująca zewnętrzna,
{\displaystyle f_{d}} – siła tarcia wywołana oporami w prowadnicach silnika,
{\displaystyle f_{m}} – siła dynamiczna, powodująca przyspieszenie.
Dla stanu ustalonego {\displaystyle a=0,} {\displaystyle f_{m}=0{:}}
{\displaystyle f_{e}=f_{h}+f_{d}.}
Gdyby pominąć siłę tarcia silnika {\displaystyle (f_{d}=0){:}}
{\displaystyle f_{e}=f_{h}.}
Siła hamująca jest funkcją prędkości, jej postać zależy od oporów stawianych przez urządzenie napędzane.
W najprostszym przypadku można założyć {\displaystyle f_{h}=const,} co odpowiada {\displaystyle m_{h}=\mathrm {const} } w silniku wirującym.
Równanie bilansu sił dla osi {\displaystyle z} (ustawionej prostopadle do {\displaystyle x}):
{\displaystyle f_{ez}=f_{g}+f_{mz},}
gdzie:
{\displaystyle f_{mz}=m{\frac {dv_{z}}{dt}}} – siła dynamiczna działająca w kierunku osi {\displaystyle z} ({\displaystyle v_{z}} – prędkość w kierunku osi {\displaystyle z}),
{\displaystyle f_{g}=m\cdot g} – siła zewnętrzna działająca w kierunku osi {\displaystyle z,}
{\displaystyle f_{ez}={\frac {\partial E_{e}}{\partial z}}} – siła dynamiczna działająca w kierunku osi {\displaystyle z.}
Przy pewnej prędkości, może być słuszna równość:
{\displaystyle mg={\frac {\partial E_{e}}{\partial z}}.}
Występuje wtedy siła odpychania, co powoduje zmniejszenie sił tarcia. Siła odpychania jest równoważona przez siłę ciężkości, silnik może być wtedy unoszony przez powstającą poduszkę magnetyczną, bez stosowania dodatkowych urządzeń.

## Zjawisko lewitacji magnetycznej dla silników liniowych
Zjawisko lewitacji magnetycznej polega na unoszeniu i zawieszeniu w powietrzu ciał ferromagnetycznych lub przewodzących prąd elektryczny za pomocą pola magnetycznego na tzw. poduszce magnetycznej. Do uzyskania poduszki wymagane jest spełnienie warunku prędkości (opisanego w poprzedniej części artykułu), ale można też wykorzystać układy lewitacji elektromagnetycznej lub elektrodynamicznej.
Lewitacja elektromagnetyczna jest to unoszenie ciał ferromagnetycznych przy wykorzystaniu siły elektromagnetycznej do przyciągania magnetycznego.
W układach lewitacji elektromagnetycznej siłą unoszącą pojazd jest siła odpychania zwory stalowej prowadnicy przez elektromagnes zabudowany w pojeździe o regulowanym prądzie. Szczelina powietrzna pomiędzy zworą a elektromagnesem wynosi w praktyce kilka milimetrów.
Siła ta wynosi:
{\displaystyle F={\frac {\mu _{0}\cdot S\cdot (z\cdot I)^{2}}{4\cdot x}},}
gdzie:
{\displaystyle F} – siła lewitacji,
{\displaystyle S} – pole powierzchni szczeliny powietrznej pod jednym biegunem,
{\displaystyle I} – prąd elektromagnesu,
{\displaystyle z} – liczba zwojów cewki,
{\displaystyle x} – długość szczeliny powietrznej,
{\displaystyle \mu _{o}} – przenikalność magnetyczna próżni.
Lewitacja elektrodynamiczna jest to unoszenie ciał przewodzących prąd elektryczny przy wykorzystaniu sił oddziaływania dynamicznego pola indukcji magnetycznej elektromagnesu lub magnesu stałego na prądy indukowane przez to pole w ciele zawieszonym.
W układach lewitacji elektrodynamicznej wykorzystuje się siły odpychania między elektromagnesem zamocowanym w pojeździe a płytą aluminiową (prowadzącą) umieszczoną w torze.

## Właściwości
- Pole magnetyczne maszyny liniowej ma początek i koniec, nie ma charakteru zamkniętego.
- Jedna z części maszyny musi mieć długość równą całemu zakresu ruchu.
- Występuje asymetria magnetyczna (w stojanie zezwoje na początkach i końcach różnych faz mają różne położenie względem elementów krańcowych).
- Pojawia się niezrównoważenie sił przyciągania magnetycznego części pierwotnej i wtórnej.
- Maszyna może mieć nieparzystą lub nawet ułamkową liczbę biegunów magnetycznych.
- Idealnie cicha praca, proste sterowanie.
- Łatwość tworzenia zespołów o dużej mocy, łączenie kilku silników.
- Korzystna charakterystyka siły w funkcji prędkości.

## Zastosowanie
Silniki liniowe znajdują zastosowanie między innymi w:
- Silniki indukcyjne liniowe:
  - kolejach miejskich, w tym typu maglev,
  - mechanizmach przemieszczających głowicę w dyskach twardych,
  - mechanizmach zmiany położenia i kąta materaca w łóżkach szpitalnych,
  - mechanizmach realizujących zamykanie okien,
  - mechanizmach bicia dzwonów,
  - mechanizmach posuwu w niektórych obrabiarkach sterowanych numerycznie.
- Silniki elektromagnetyczne liniowe:
  - maszynach pakujących,
  - aplikacjach przeznaczonych do napełniania napojów spożywczych,
  - przetwórstwie w przemyśle spożywczym,
  - zamykaniu i zakręcaniu opakowań farmaceutycznych i kosmetycznych.

- Pompa ciekłego metalu MHD:
  - chłodzeniu w reaktorach jądrowych.

## Wady i zalety silników liniowych
W napędach z wykorzystaniem silników liniowych siła generowana jest przez moment obrotowy silnika. Wobec tego maksymalna siła jest dostępna od razu w przeciwieństwie do siłowników pneumatycznych korzystających ze sprężonego powietrza, które, ze względu na swoją ściśliwość, powoduje opóźnienia w generowaniu siły. Jednak ze względu na swoją budowę silniki liniowe są bardziej wrażliwe na wstrząsy niż siłowniki pneumatyczne, w których ściśliwe powietrze przyczynia się z kolei do ich amortyzacji.
Elektryczne silniki liniowe prezentują lepszą kontrolę pozycji i prędkości, większą powtarzalność i dokładność niż układy oparte na sprężonym powietrzu (siłowniki pneumatyczne). Z tego powodu silniki liniowe pozwalają na wykonywanie skomplikowanych profili ruchu.
Silniki liniowe są również bardzo wydajne, ponieważ wykorzystują energię elektryczną jedynie podczas pracy. W rezultacie silniki liniowe pobierają niewiele prądu w porównaniu do siłowników hydraulicznych lub pneumatycznych.

## Lista kolei napędzanych silnikiem liniowym
(z latami otwarcia pierwszych odcinków; bez kolei testowych)
- Toronto – linia Scarborough Rapid Transit(inne języki) – 1985 (zasilanie dolne)
- Vancouver (Kanada) – kolej SkyTrain – 1986; sieć w układzie rozgałęźnym (zasilanie dolne)
- Detroit People Mover(inne języki) – 1987 (zasilanie dolne)
- Berlin – M-Bahn (maglev) – 1987, zdemontowana ok. 1991
- Osaka – linia metra Nagahori-tsurumi-ryokuchi(inne języki) – 1990 (zasilanie górne)
- Tokio – linia metra Toei: Ōedo – 1991 (zasilanie górne)
- Kuala Lumpur – linia Kelana Jaya(inne języki) (d. Putra) – 1998 (zasilanie dolne)
- Kobe – linia metra Kaigan(inne języki) – 2001 (zasilanie górne)
- Nowy Jork – kolej AirTrain JFK(inne języki) – 2003; mała sieć w układzie rozgałęźnym (zasilanie dolne)
- Szanghaj – linia maglev (system Transrapid) do lotniska Pudong – 2004 (zasilanie dolne)
- Fukuoka – linia metra Nanakuma(inne języki) – 2005 (zasilanie górne)
- okolice Nagoi – kolej Linimo(inne języki) (maglev) – 2005 (zasilanie dolne)
- Kanton – linia metra 4 – 2005 (zasilanie dolne)
- Osaka – linia metra Imazatosuji(inne języki) – 2006 (zasilanie górne)